# Psorothamnus polydenius
Psorothamnus polydenius là một loài thực vật có hoa trong họ Đậu. Đây là loài bản địa của vùng sa mạc tây nam Hoa Kỳ, từ California đến Utah.

## Hình ảnh

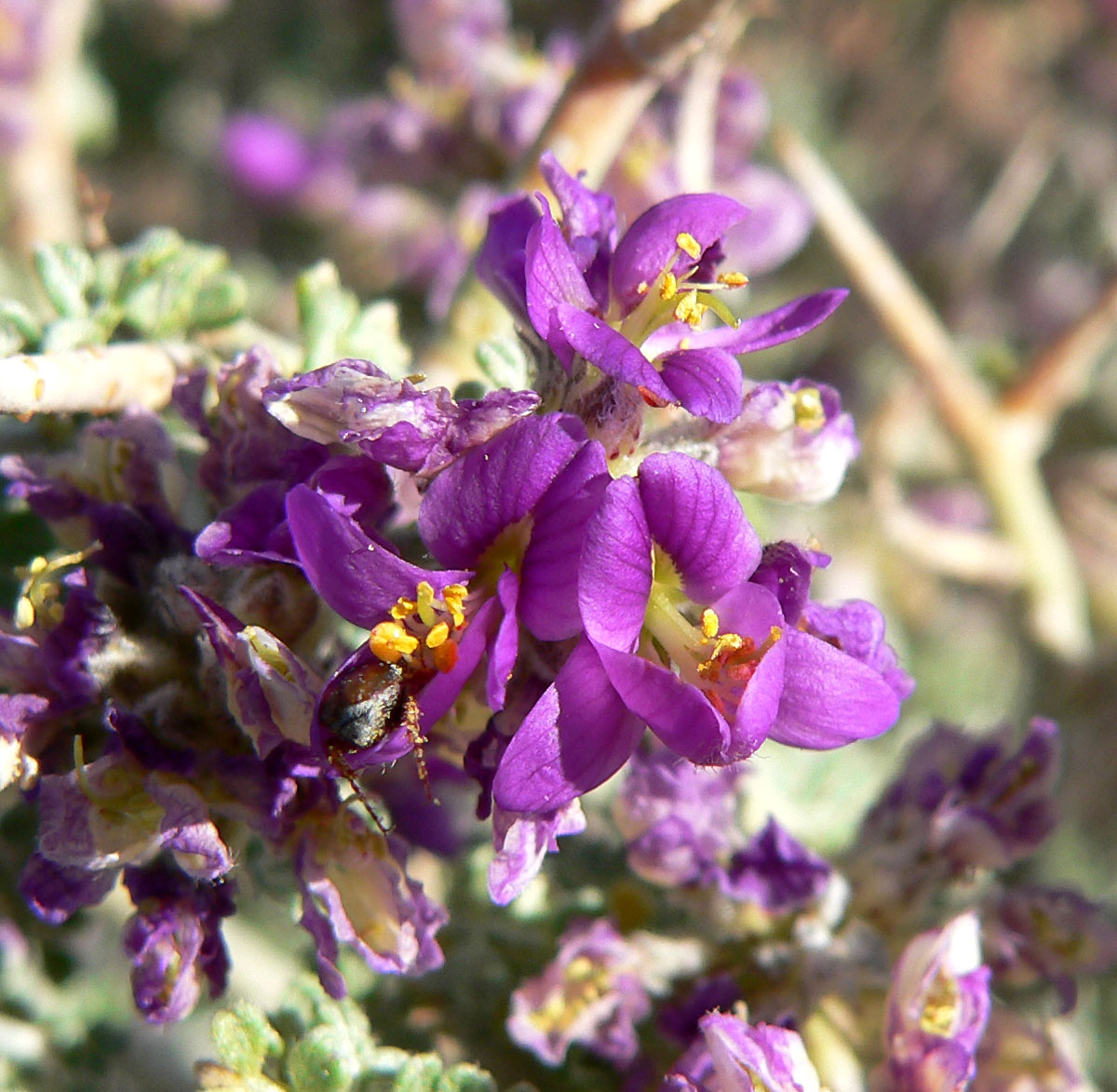
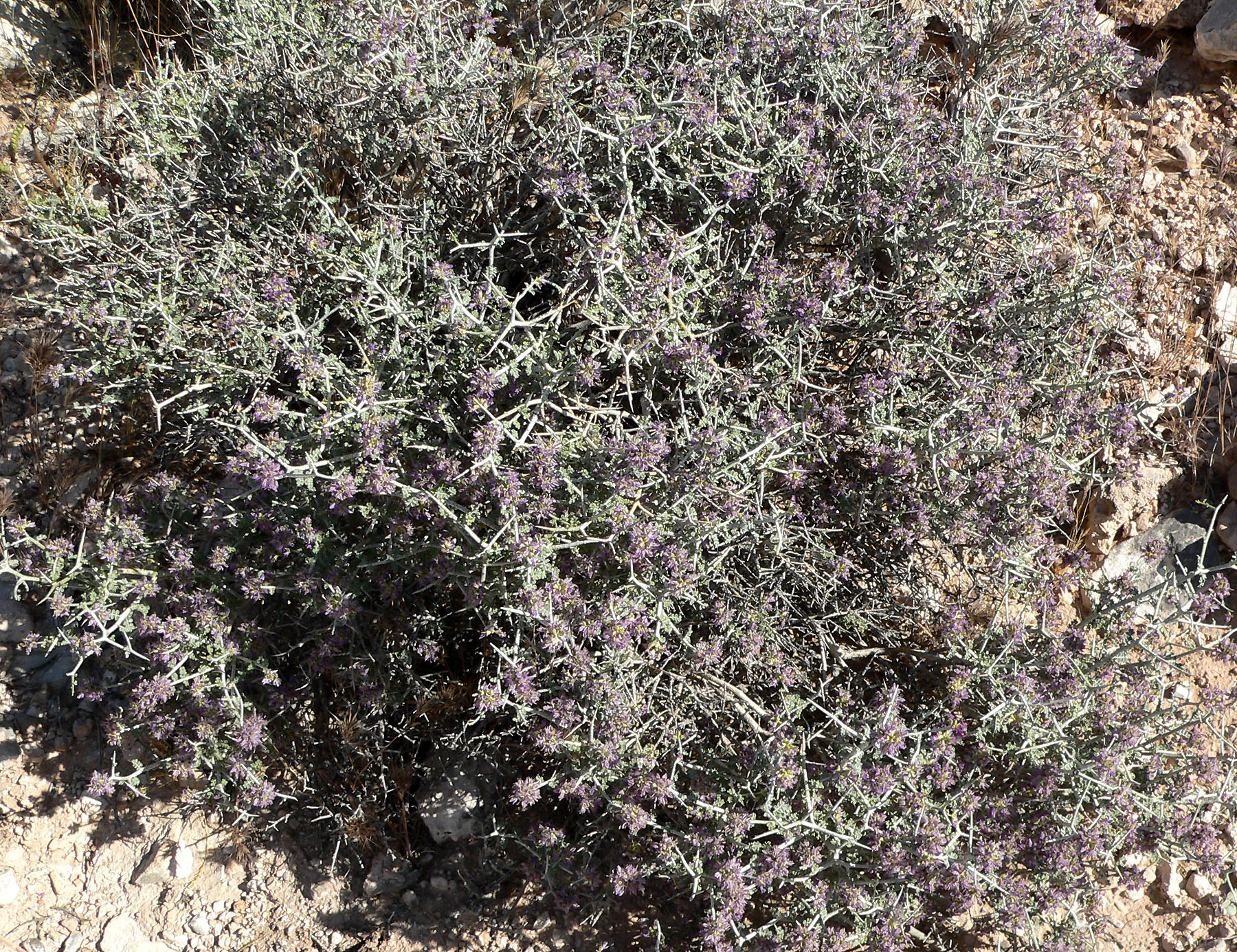
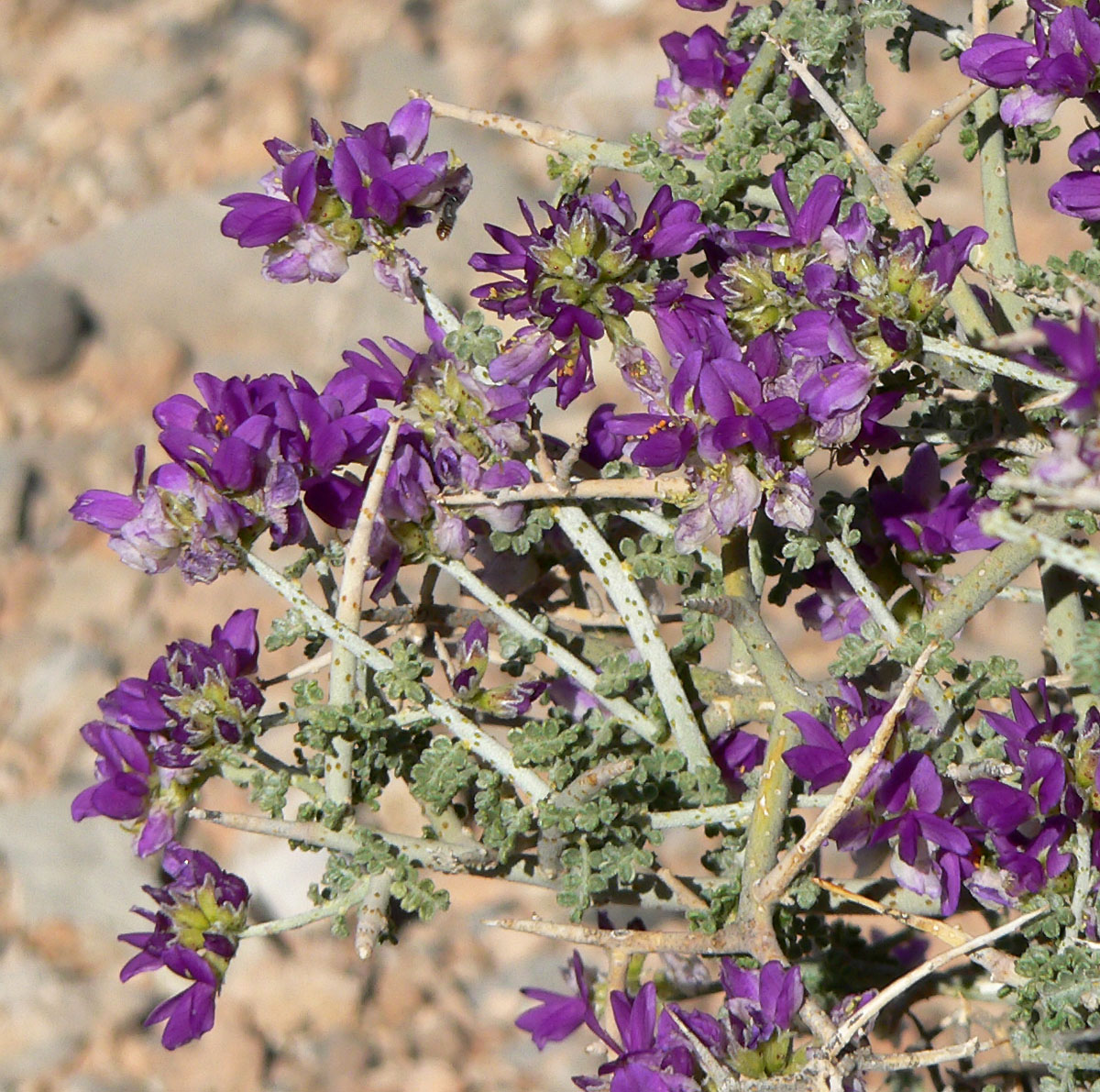
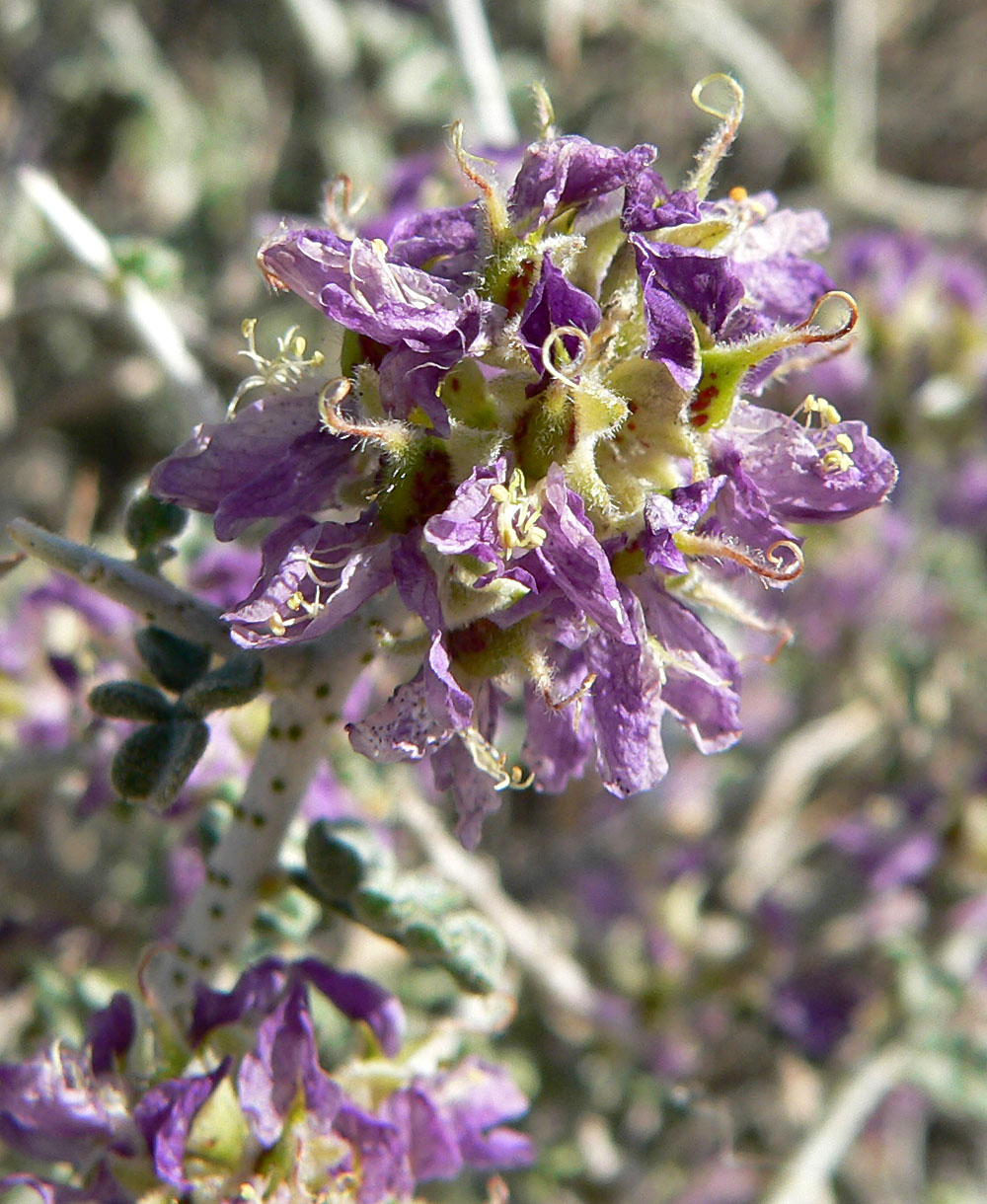